# Pies domowy

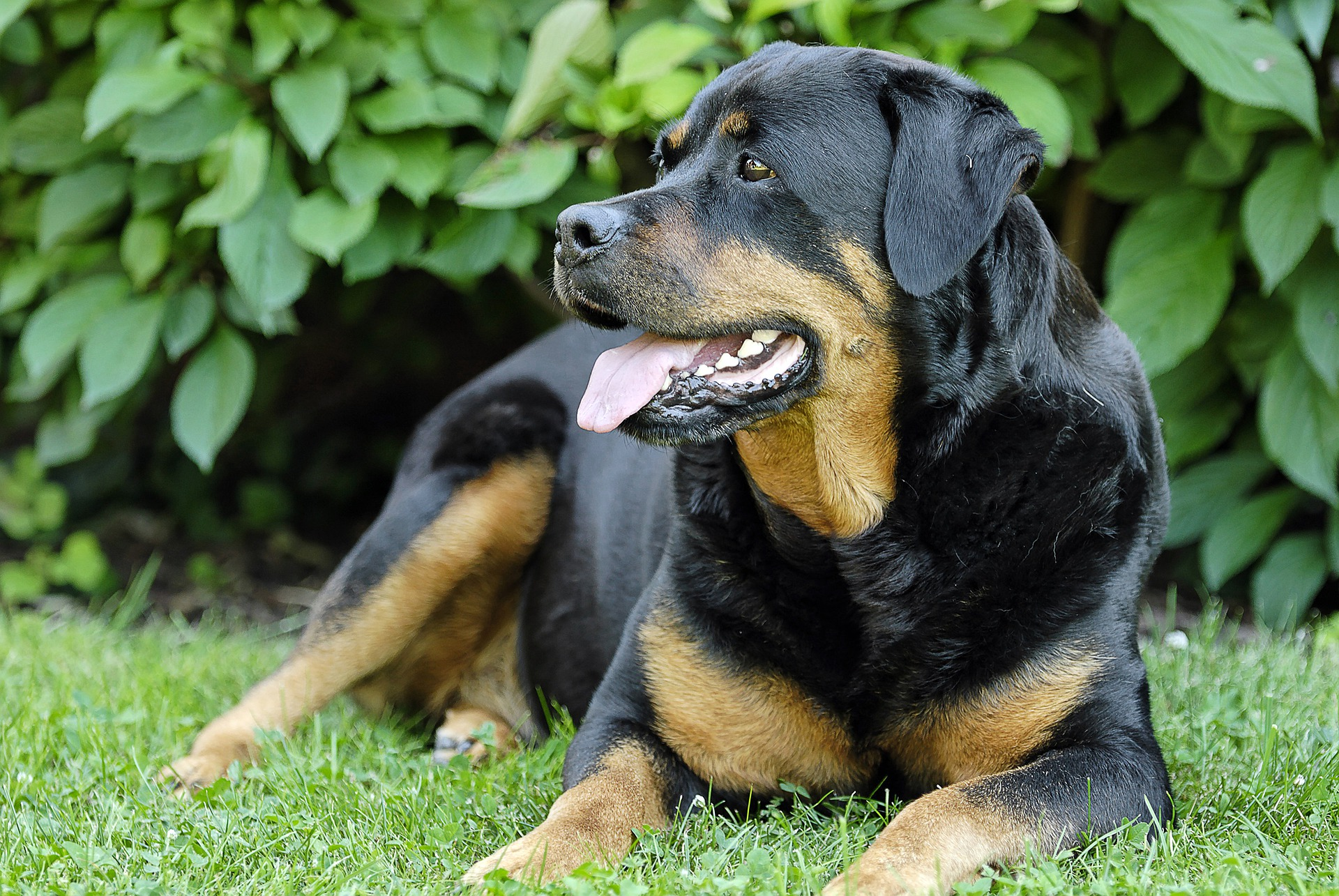
Przedstawiciel rasy Rottweiler

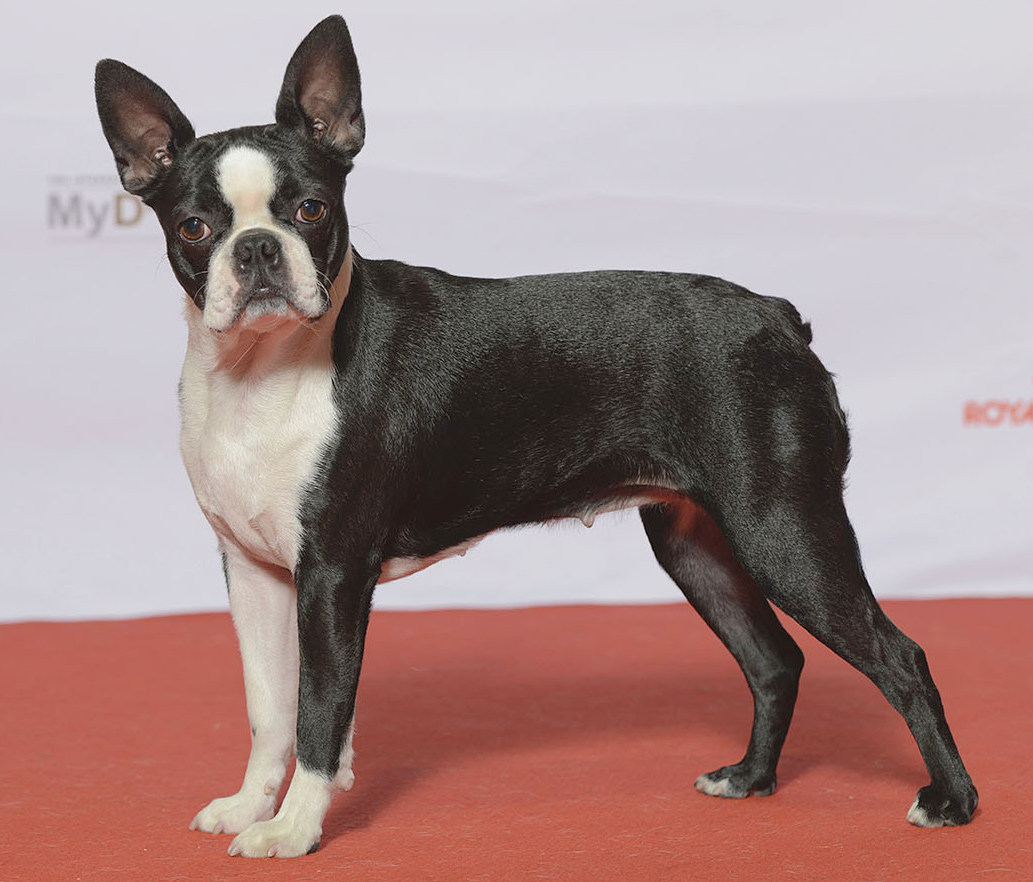
Pies rasy Boston Terrier

Pies domowy (Canis familiaris lub Canis lupus familiaris) – udomowiony gatunek (lub podgatunek) ssaka drapieżnego z rodziny psowatych (Canidae), traktowany przez niektóre ujęcia systematyczne za podgatunek wilka, a przez inne za odrębny gatunek, opisywany pod synonimicznymi nazwami Canis lupus familiaris lub Canis familiaris. Od czasu jego udomowienia powstało wiele ras, znacznie różniących się morfologią i cechami użytkowymi. Rasy pierwotne powstawały głównie w wyniku presji środowiskowej. Rasy współczesne uzyskano w wyniku doboru sztucznego. Przez ISSG (Invasive Species Specialist Group) jest uznawany za gatunek inwazyjny.

## Taksonomia
Karol Linneusz opisał naukowo psa w 1758 r. pod nazwą Canis familiaris Linnaeus, 1758. W tej samej pracy Linneusz opisał wilka pod nazwą Canis lupus. Kiedy uzgodniono, że pies prawdopodobnie pochodzi od wilka, nazwa systematyczna (naukowa) psa została zmieniona zgodnie z zasadami nomenklatury zoologicznej na Canis lupus f. familiaris – czyli forma domowa wilka, w skrócie C. l. familiaris. Ze względu na powszechność stosowania pierwszej nazwy, jaką nadał psu Linneusz – Canis familiaris, w 2003 r. Międzynarodowa Komisja Nomenklatury Zoologicznej dopuściła stosowanie obydwu nazw jako poprawnych nazw naukowych. Zarówno Canis familiaris, jak i Canis lupus familiaris są poprawnymi nazwami systematycznymi psa domowego. Tę drugą nazwę można traktować jako trynominalną nazwę podgatunku lub jako uproszczony zapis nazwy formy udomowionej Canis lupus f. familiaris, zależnie od tego, czy uważać psa domowego za podgatunek wilka.

## Budowa i wygląd
Różnorodność ras psów, zarówno pod względem budowy, jak i usposobienia, była obiektem badań m.in. grupy międzynarodowych naukowców z uniwersytetów Utah i brytyjskiego Waltham Center for Pet Nutrition, które należą do korporacji Mars, będącej między innymi producentem karmy dla psów. Badania koncentrowały się na wyszukiwaniu niewielkich różnic w materiale genetycznym, tak zwanych polimorfizmów pojedynczego nukleotydu. Na ich podstawie odkryto, że cechy fizyczne, jak i charakterologiczne są zależne od genotypu.

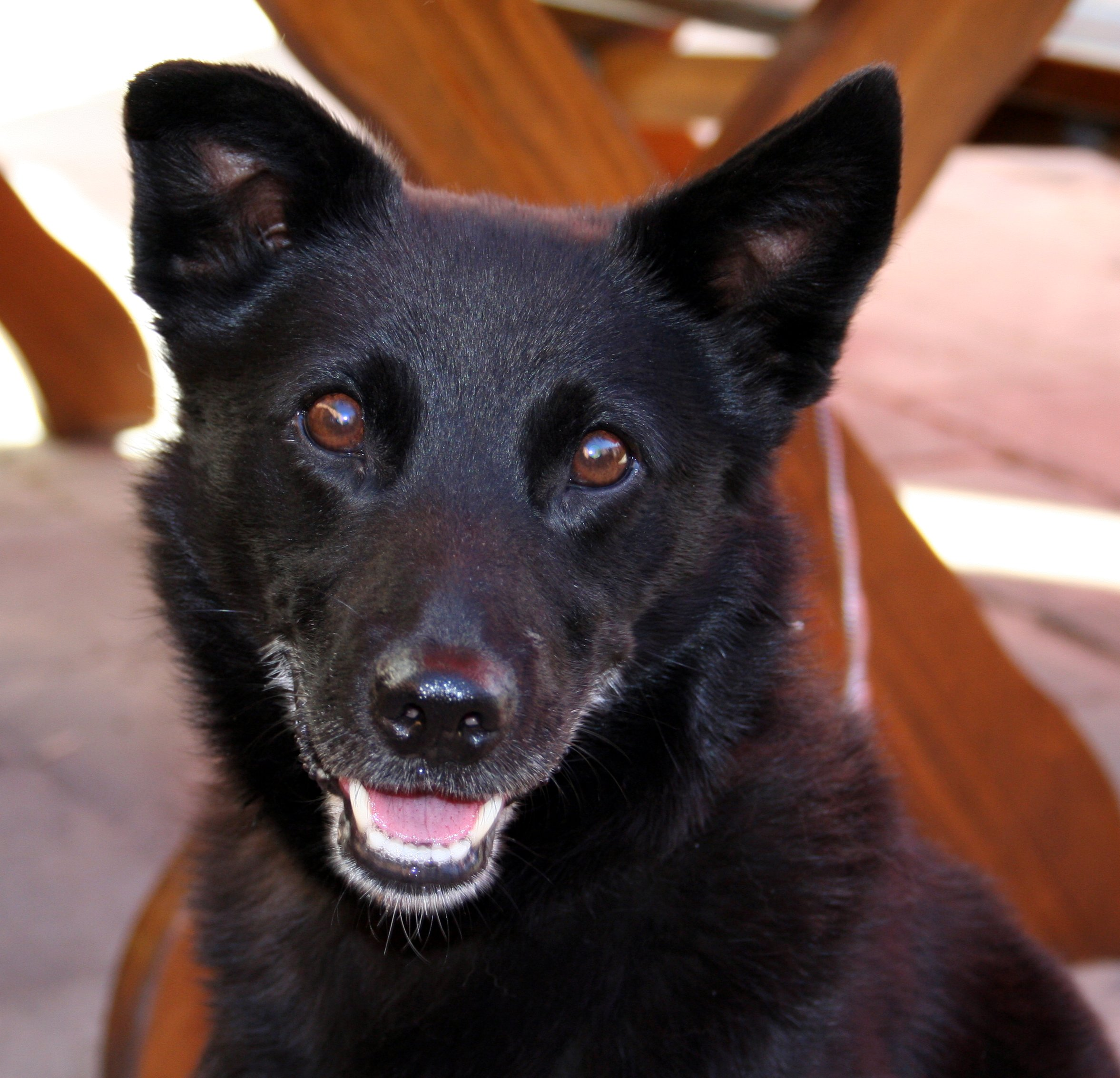
Pies nierasowy.

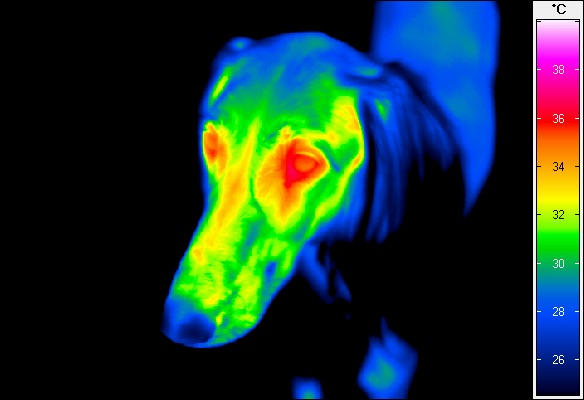
Termogram psa. Kolory odpowiadają temperaturom na skali Celsjusza.

W latach 50. prowadzone badania w Stanach Zjednoczonych oraz Szwajcarii potwierdziły, że z całej populacji psów występujących w tych krajach tylko 25% stanowią psy rasowe, pozostała część to w różnej proporcji mieszańce. W literaturze kynologicznej są przytaczane systemy identyfikacji ras, które mogą być oparte m.in. na kryteriach ich użytkowości lub na cechach wyglądu zewnętrznego. David Alderton (także Anna Maria Krämer) prezentuje podział ras psów ze względu na ich wzrost oraz masę ciała. Wymiary te, w zależności od rasy, wahają się od. ok. 25 cm do nawet ok. 1 metra wysokości w kłębie. Masa ciała psów waha się od 1 do ok. 100 kg.
David Alderton wprowadza także ogólne rozróżnienie ras psów ze względu na:
- kształt głowy, gdzie wyróżnia trzy podstawowe kategorie:
  - psy okrągłogłowe, głównie zaliczane są tu rasy posiadające krótkie kufy (jak u rasy cavalier king charles spaniel);
  - psy długogłowe, z wydłużonymi kufami (np. whippet);
  - psy o kształcie głowy kwadratowym, o mocnych i krótkich szczękach (np. takich jak u bulmastifa);
- typ uszu, gdzie są wyszczególnione:
  - uszy długie (jak u rasy bloodhound);
  - uszy krótkie (terier czeski), do których zaliczane są uszy łamane, czyli charakterystycznie wywinięte do przodu, tak jak występuje to np. u foksteriera krótkowłosego lub u owczarka szkockiego długowłosego;
  - uszy stojące (tego typu uszy występują np. u husky syberyjskiego);
- długość sierści, gdzie rasy psa są podzielone na trzy grupy:
  - psy długowłose;
  - psy krótkowłose;
  - psy szorstkowłose.

Istnieją rasy, w których występują odmiany psów o wszystkich trzech wariantach długości szaty (np. wyżły niemieckie, jamnik), częściej jednak występuje któryś z wariantów w postaci dominującej (liczniejszej), preferowanej przez hodowców, na przykład z powodu lepszej użytkowości rasy o konkretnej długości włosa w określonych warunkach środowiskowych. Powyższy podział nie uwzględnia występowania ras psów całkowicie nieowłosionych (jak np. nagi pies peruwiański) lub częściowo owłosionych (jak np. grzywacz chiński).

### Mózg psa
Z powodu różnic w wielkości poszczególnych psów, mózg tych zwierząt może być różnej wielkości. W przypadku ras małych jest jednak proporcjonalnie większy w stosunku do masy ciała. Mózg tych zwierząt jest anatomicznie zbliżony do ludzkiego, aczkolwiek ośrodek odpowiadający za zmysł węchu jest o ok. 40% większy. Badania wykazały, że zwierzęta te odbierają bodźce podobnie jak ludzie, potrafią odczuwać radość i smutek, a nawet są w stanie interpretować słowa wypowiadane przez ludzi.
Przeciętnie w psim mózgu znajduje się około 430 milionów neuronów.

### Skóra i sierść psa
Skóra stanowi ok. 12–15% masy ciała psa. Składa się z naskórka, skóry właściwej i tkanki podskórnej. Odnowa psiego naskórka trwa ok. 20 dni. To w skórze znajdują się cebulki psich włosów. Szata tych zwierząt składa się z kępek, a jej gęstość zależy od rasy zwierzęcia. Na jeden dłuższy włos (okrywowy) przypada 3-20 miękkich włosów podszerstka. Rośnie on w cyklach i u większości ras wypada, gdy osiągnie maksymalną długość.

## Wiek psa

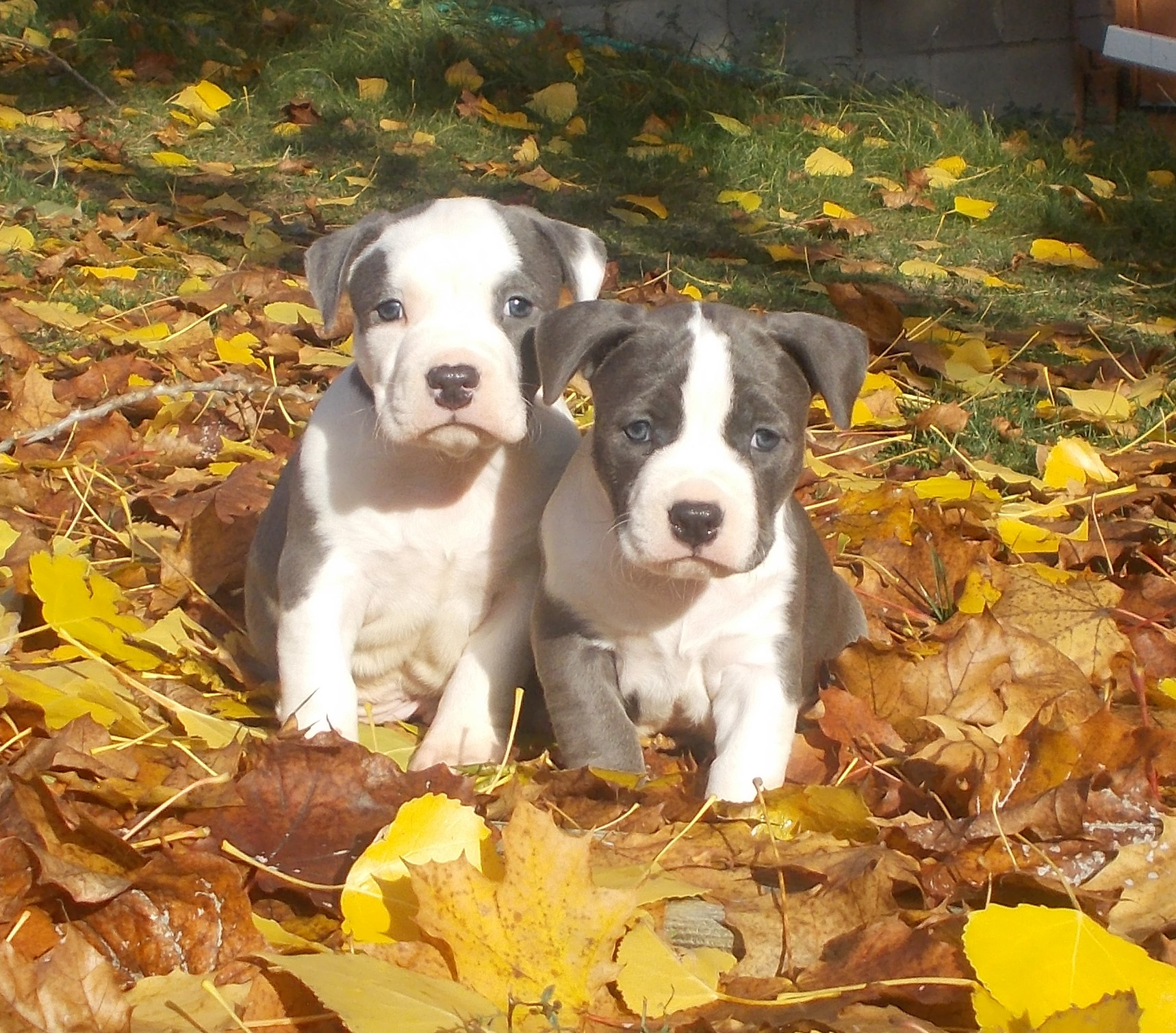
Szczenięta amerykańskiego staffordshire teriera.

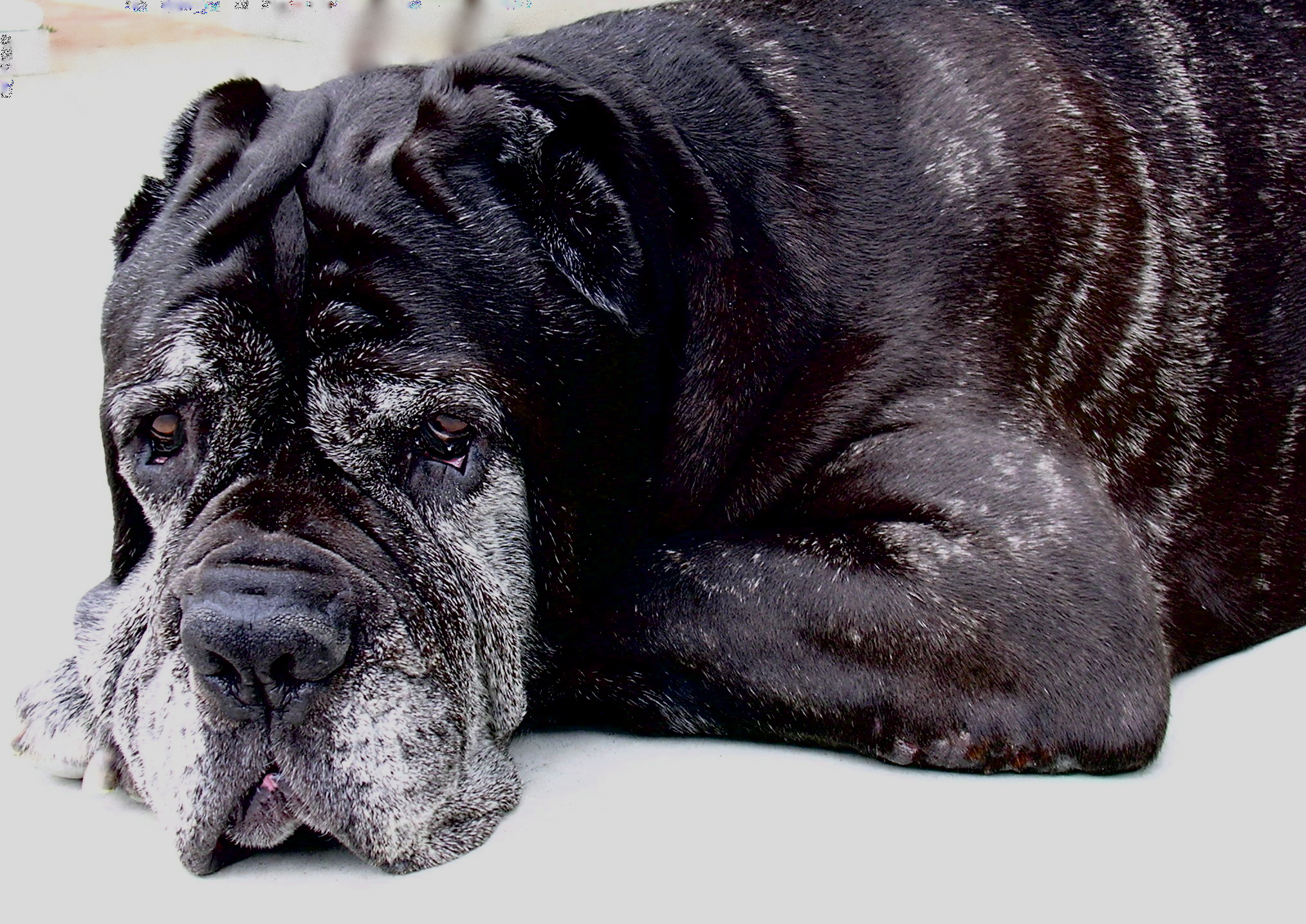
Mastif neapolitański w wieku 10 lat.

Wiek psa określa się m.in. po oględzinach stanu uzębienia oraz ilości siwych włosów na głowie. U psów w wieku ok. 7 lat są widoczne starcia na kłach oraz siekaczach, w 10–12 roku życia następuje wypadanie zębów. Psy żyją przeciętnie 13–14 lat. Najstarszym psem w historii, według Księgi rekordów Guinnessa, był Bluey, który przeżył 29 lat, 5 miesięcy i 7 dni.
Według Kazimierza Ściesińskiego zestawienie porównawcze wieku psa w stosunku do człowieka przedstawia się następująco:
| pies    | człowiek |
| ------- | -------- |
| 6 m-cy  | 10 lat   |
| 10 m-cy | 14 lat   |
| 12 m-cy | 15 lat   |
| 18 m-cy | 20 lat   |
| 2 lata  | 24 lata  |
| 3 lata  | 28 lat   |
| 4 lata  | 32 lata  |
| 5 lat   | 36 lat   |
| 6 lat   | 40 lat   |

| pies   | człowiek |
| ------ | -------- |
| 7 lat  | 44 lata  |
| 8 lat  | 48 lat   |
| 9 lat  | 52 lata  |
| 10 lat | 56 lat   |
| 11 lat | 60 lat   |
| 12 lat | 64 lata  |
| 13 lat | 68 lat   |
| 14 lat | 72 lata  |
| 15 lat | 76 lat   |

| pies   | człowiek |
| ------ | -------- |
| 16 lat | 80 lat   |
| 17 lat | 84 lata  |
| 18 lat | 88 lat   |
| 19 lat | 92 lata  |
| 20 lat | 96 lat   |

Niemiecki uczony H.G. Niemandem podaje bardziej ogólne porównanie wieku psa z człowiekiem. Pierwszy rok życia psa w przełożeniu na życie człowieka to 14 lat. Drugi rok życia psa to 7 lat życia człowieka – czyli 2-letni pies to odpowiednik wiekowo 21-latka, a każdy następny rok życia psa stanowi 4 lata życia człowieka.

## Zmysły psa
- Najważniejszym zmysłem dla psa jest węch. Zaczyna się nim posługiwać już jako szczenię. Psy poddane odpowiednim szkoleniom wspomagają służby mundurowe w tropieniu i rozpoznawaniu przestępców na podstawie śladów zapachowych zostawionych na miejscu, w którym tamci przebywali. Proces oswajania nowego, młodego psa z nowym właścicielem można przyspieszyć, kładąc mu na legowisko odzież przesyconą zapachem właściciela. Bardzo często zdarza się, że pies podczas nieobecności swego pana kładzie się na jego odzieży.
- Wzrok – wzrok psa jest słabszy niż człowieka, a objawia się to mniejszą zdolnością spostrzegania przedmiotów czy osób nieruchomych. Pies za to dobrze sobie radzi w słabym świetle (wspomagając się zmysłem węchu i słuchu). Rasa psa determinuje nie tylko siłę wzroku, lecz także zmysł węchu, słuchu oraz dotyku.
- Słuch – zmysł słuchu w hierarchii psa stoi za węchem i przed wzrokiem. Zasięg słuchu jest większy w porównaniu ze słuchem człowieka. Większa czułość słuchu może powodować, że dźwięki o silnym natężeniu będą wywoływały u niego ból. Przyjęto, że psy o uszach stojących lepiej słyszą od kłapouchych.
- Dotyk – wrażenia dotykowe pies odbiera całą powierzchnią ciała. Najważniejsze są dla niego włosy czuciowe (wąsy) nad oczami oraz pod dolną wargą. Wąsy te zwane wibrysami są długie i sztywne. Nie wolno ich strzyc.
- Smak – wrażenia smakowe są uzależnione od wrażeń węchowych. Zmysł ten nie ma dla psa znaczenia w odbieraniu wrażeń otaczającego świata[15].

## Komunikacja niewerbalna psa

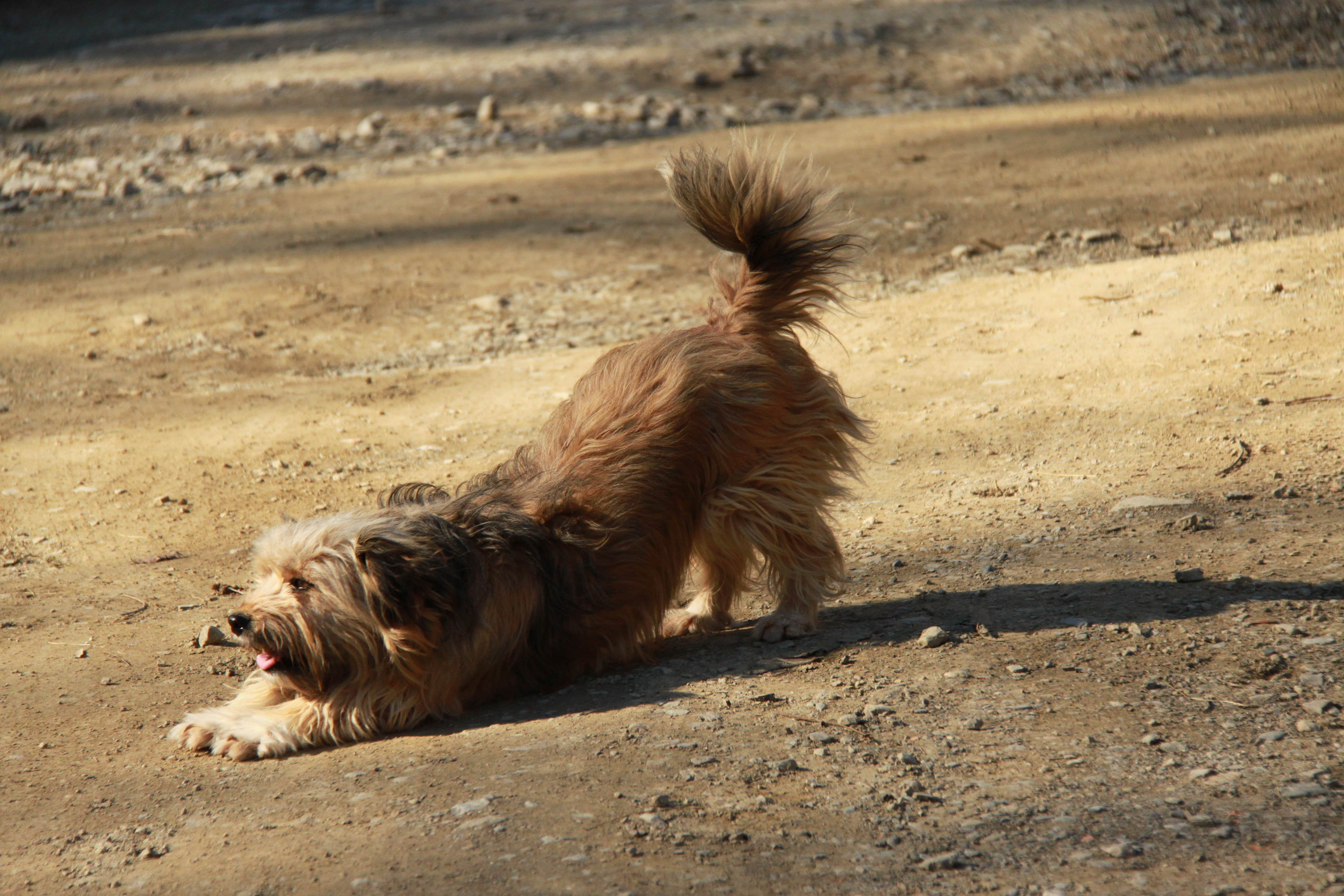
Pies przeciąga się.

Pies komunikuje się niewerbalnie na wiele różnych sposobów. Wśród sygnałów oznaczających napięcie możemy wyróżnić między innymi:
- Odwracanie głowy – ruch jest szybki i krótki, lub trwa dłużej. Pies stosuje go, gdy w jego polu widzenia nagle pojawia się inny osobnik lub gdy ten idzie na wprost niego.
- Sygnalizację oczami poprzez np. łagodne spojrzenie, mruganie – pies wykonuje ten sygnał na przykład w chwili, w której człowiek zbyt długo wpatruje się w jego oczy.
- Odwracanie się – sygnał oznaczający duże napięcie u psa. Stosowany, gdy coś dzieje się zbyt szybko lub niespodziewanie.
- Oblizywanie nosa – sygnał występujący bardzo często. Pies oblizuje nos bardzo szybkim ruchem. Sygnał pojawia się, gdy np. idąc na smyczy pies zbliża się do źródła lęku, którego nie może uniknąć.
- Znieruchomienie i powolne poruszanie się – sygnał wykonywany, by czemuś zapobiec, np. dwa nowo spotkane psy będą względem siebie bardzo ostrożne, aby nie doprowadzić do konfliktu.
- Ziewanie – występuje zarówno z powodu ekscytacji, jak i przerażenia.
- Podnoszenie łapy – pies zastyga w bezruchu z łapą w górę w trakcie lęku lub ekscytacji.
- Wąchanie podłoża – pies trzyma nos przy ziemi i jednocześnie niespokojnie obserwuje otoczenie. Jest reakcją na duży stres, krzyk.
- Kładzenie się – położenie się na plecach jest sygnałem poddańczym, zaś położenie się na brzuchu jest sygnałem bardzo dużego napięcia.

## Historia i udomowienie

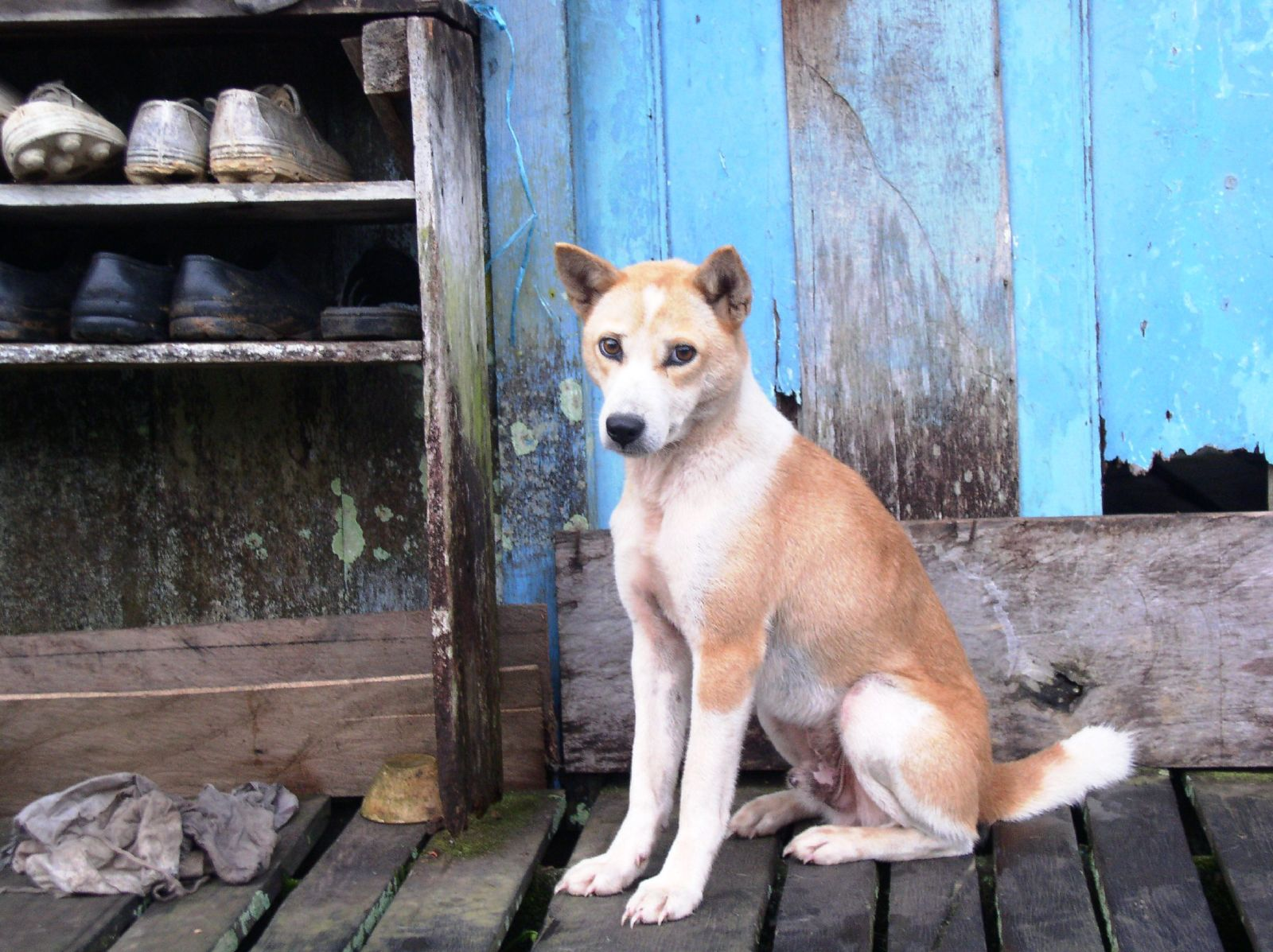
Pies z Borneo ma cechy psów ras pierwotnych, takich jak basenji.

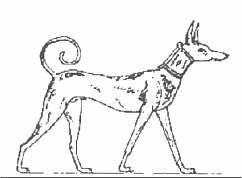
Wizerunek staroegipskiego charta, nazywanego Tesem – przodka chartów śródziemnomorskich.

Istnieje kilka teorii na temat pochodzenia psa domowego. Badania genetyczne przeprowadzone w 2002 r. sugerowały, że psy pochodzą od euroazjatyckich wilków, od których oddzieliły się około 125 tysięcy lat temu, a osobny gatunek ostatecznie wytworzyły 15-40 tysięcy lat temu. Według Hansa Räbera argumentami potwierdzającymi tę teorię są także:
- podobieństwa w kształcie powierzchni czwartych zębów przedtrzonowych,
- ciężar mózgu psa jest najbardziej zbliżony do ciężaru i objętości mózgu wilka (u psa jest on mniejszy o ok. 30%, u szakala różnice były większe – związane jest to z faktem skrócenia się u psa trzewioczaszki w stosunku do mózgoczaszki),
- badania krwi wykazujące największe podobieństwa do krwi wilka w budowie białek określonej grupy,
- badania etologiczne potwierdzające zbieżność zachowań społecznych wśród watah wilków i sfor psów.

Do kilku pozostałych teorii można zaliczyć tę, według której udział w powstaniu psa domowego mają kojoty i szakale, zwłaszcza na terenach ich naturalnego występowania (Ameryka Północna i Azja Mniejsza).
Według badań genetycznych przeprowadzonych przez Adama Boykę i współpracowników z Uniwersytetu Cornella w USA można domniemywać, że psy pochodzą z Afryki, a nie jak dotąd sądzono z Azji. W magazynie „Proceedings of the National Academy of Sciences” opublikowali oni w 2009 r. artykuł z rezultatami swoich badań, które pozwalają przypuszczać, że psy mogły rozprzestrzenić się po świecie z Czarnego Lądu, wraz z przodkami człowieka. Naukowcy przebadali 318 psów z Afryki, 16 z Puerto-Rico, 102 z USA i kilkaset z innych stron świata i stwierdzili, że genom afrykański jest równie rozprzestrzeniony wśród psów jak genom azjatycki, podali tym samym w wątpliwość teorię o azjatyckim pochodzeniu psa.
W 2017 r. zespół dr. Krishny Veeramahy z Uniwersytetu Stony Brook wykazał na podstawie badań DNA, że wszystkie współczesne psy pochodzą od jednej grupy wilków, do udomowienia których doszło 20–40 tys. lat temu, co stoi w sprzeczności z popularną w poprzednich latach teorią, zgodnie z którą do udomowienia psa doszło dwa razy – we wschodniej i zachodniej części Eurazji.
Najstarszymi tekstami świadczącymi o współistnieniu psa i człowieka są teksty pochodzące z okresu kultury sumeryjskiej.

### Udomowienie

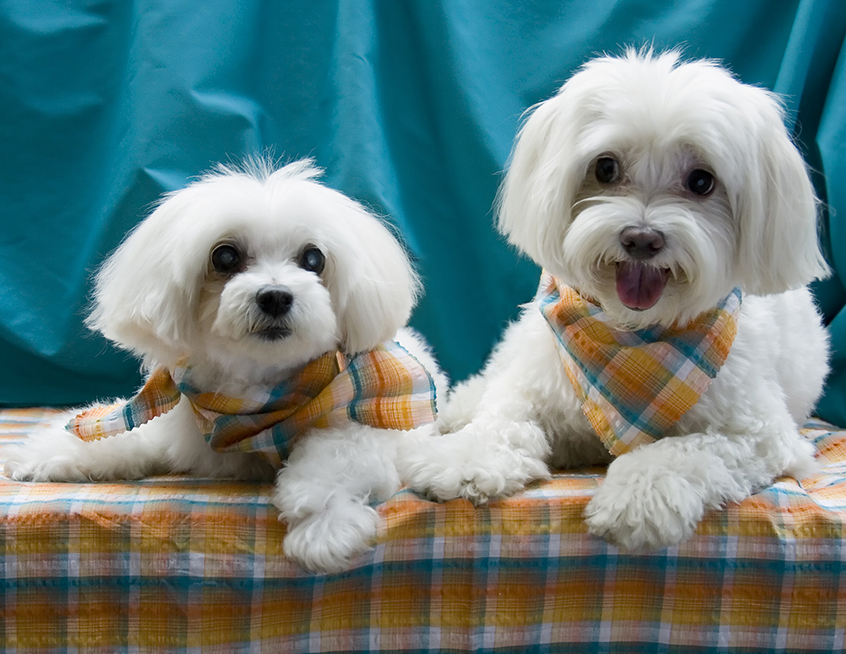
Jedną z najstarszych ras hodowanych obecnie jest maltańczyk.

Początki udomowienia psa szacuje się na ok. 12–17 tys. lat temu, był on używany przez myśliwych z Syberii, pojawia się też w Palestynie oraz w Iraku.
Do najstarszych ośrodków udomowienia psa zaliczyć można obszary Europy, gdzie znaleziono najstarsze szczątki tego zwierzęcia, czyli rejony Danii, Niemiec i Anglii, a także odkrycia z okolic Izraela, Iranu, Japonii, czy Turcji. Odkryto także, że na terenach Idaho, w Stanach Zjednoczonych 10 000 lat temu także żył przedstawiciel psa domowego.
Prace archeologiczne prowadzone w jaskini Goyet na terenie Belgii odkryły pozostałości szkieletu psa pochodzące sprzed 31 tysięcy lat. Odkrycie weryfikuje dotychczasowe poglądy na temat czasu i miejsca udomowienia psa i wskazuje ludzi z kultury oryniackiej jako pierwszych hodowców tych zwierząt. Jednocześnie jednak analizy stanowisk kultury graweckiej z obszaru Moraw, datowanych na podobny przedział czasowy co belgijskie, wedle części naukowców dostarczają dowodów na specjalizację łowiecką ludzi – a nie wczesny proces udomowienia psa. Psy wykorzystywano do transportowania zwierzyny łownej oraz do jej wytropienia. Analiza izotopowa pozostałości kostnych pozwala określić z pewnym prawdopodobieństwem, że pierwsze udomowione psy wyglądem były zbliżone najbardziej do współczesnych husky syberyjskich, były jednak od nich większe.
Althaus wyróżnił cztery fazy w procesie domestykacji psa:
- faza symbiozy, w której obydwie strony czerpią korzyści ze współistnienia – wilk dostaje resztki jedzenia, człowiek – czujność wilka ostrzegającą przed zbliżającym się niebezpieczeństwem.
- faza zacieśnienia więzów z człowiekiem, stopniowe blokowanie dostępu do zwierząt dziko żyjących.
- faza świadomej selekcji hodowlanej na potrzeby człowieka.
- faza hodowli psa ze względu na jego eksterier.

Kości wilka odnaleziono u boku szczątków ludzkich tak starych jak człowiek z Boxgrove w Surrey, datowanych na 400 tysięcy lat p.n.e. Czaszki wilków wyłowione z zatopionego obozu nomadów, którzy przeszli z Syberii na Alaskę, są niemal takie same, jak czaszki ich przodków z Boxgrove. Ich szczęki były mniej wysunięte do przodu, a zęby bardziej stłoczone, ale z wyglądu były to nadal czaszki dzikich zwierząt.
Mniej więcej w tym samym czasie myśliwi zaczęli chętniej używać strzał niż włóczni. Wilki – już prawie psy – stały się bardziej użyteczne (np. do przynoszenia upolowanej zdobyczy) i zaczęły się cieszyć ludzką „przyjaźnią” jako zwierzęta użytkowe. W Ein Mallah w Izraelu, w grobie „pierwszych farmerów”, znaleziono szkielet szczeniaka pochowanego obok dziecka. Dzikie zwierzęta stały się członkami rodziny. Wkrótce ich pysk uległ skróceniu, zęby zmalały, oczy powiększyły się i stały okrągłe.
Pozostałością po tamtym prymitywnym zwierzęciu jest śpiewający pies z Nowej Gwinei oraz dingo. Dingo nie zmienił się wiele od tamtych czasów, ale od tego czasu psy rozprzestrzeniały się po całym prawie świecie (z wyjątkiem Afryki, która była od nich wolna aż do ery żelaza) równie szybko jak ludzie.

### Historia psa domowego na ziemiach polskich

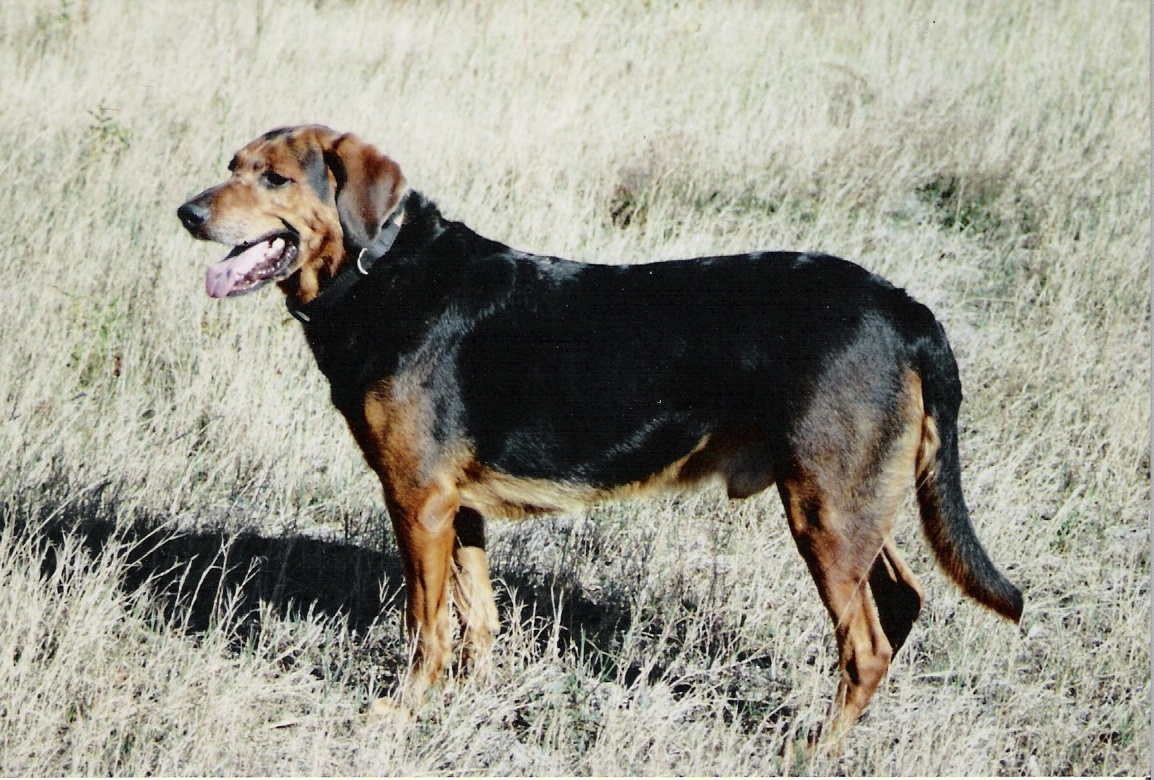
Ogar polski – rasa psów gończych.

Rudolf Kryspin w „Historii psa i kynologii” napisał, że najstarszą pozostałością psa domowego na terenie Polski jest czaszka odkryta w okolicach Sandomierza, datowana na ok. 4 tysiące lat p.n.e. Na tamtych terenach znaleziono także grób z 1700 roku p.n.e., w którym pochowano człowieka z pięcioma psami, prawdopodobnie członka starszyzny rodowej. Wykopaliska szczątków psów pochodzące z okolic Opola dostarczają informacji o dwóch typach psów hodowanych w tamtych rejonach:
- pierwszy to typ większego psa, wyglądem zbliżonego do wilka;
- drugi typ był mniejszy i zbliżony do szpica.

W okresie średniowiecza na ziemiach polskich najliczniej występowały psy wykorzystywane do polowań na grubego zwierza. Do takich psów zaliczano charty, ogary, wyżły i brytany. Przywilej polowania oraz trzymania psów wyznaczonych do tego zadania przypadał królom i możnowładcom, ale także opatom oraz biskupom. Później psy hodowała również szlachta ziemiańska, w celu polowań na drobną zwierzynę.
Wraz ze spadkiem liczebności zwierzyny leśnej oraz z nasileniem się karczowania coraz większych połaci lasu zaczęto rezygnować z hodowli brytanów i ograniczać liczbę chartów i ogarów. W nowych warunkach dobrze radziły sobie legawce, w tym „wyżeł polski – wodołaz”, który jest jednym z przodków wyżłów niemieckich szorstkowłosych.
Polskim źródłem informacji nt. ras psów i ich hodowli z okresu I połowy XVII wieku, jest książka pod tytułem „Myślistwo z Ogary” autorstwa Jana Ostroroga. Dokument ten jest podręcznikiem hodowli ras psów najpopularniejszych w tamtym okresie, czyli poświęcony głównie ogarom i chartom.
Na terenach nizinnych od XVI wieku trzymano łagodne psy strzegące stad owiec, a rozpowszechnione wraz z rozwojem hodowli tego typu rogacizny. Literatura angielska podaje, że importowane do Szkocji 6 sztuk polskich owczarków nizinnych przyczyniło się do powstania rasy Bearded Collie. Teza ta jednak wydaje się wątpliwa dla Hansa Räbera, który twierdzi, że „według wiarygodnych źródeł jeszcze przed rokiem 1514 istniały na wyspie psy o rozczochranym włosie”. Autor ten zakłada, że właśnie te psy były przodkami bobtaila i bearded collie.

## Użytkowość

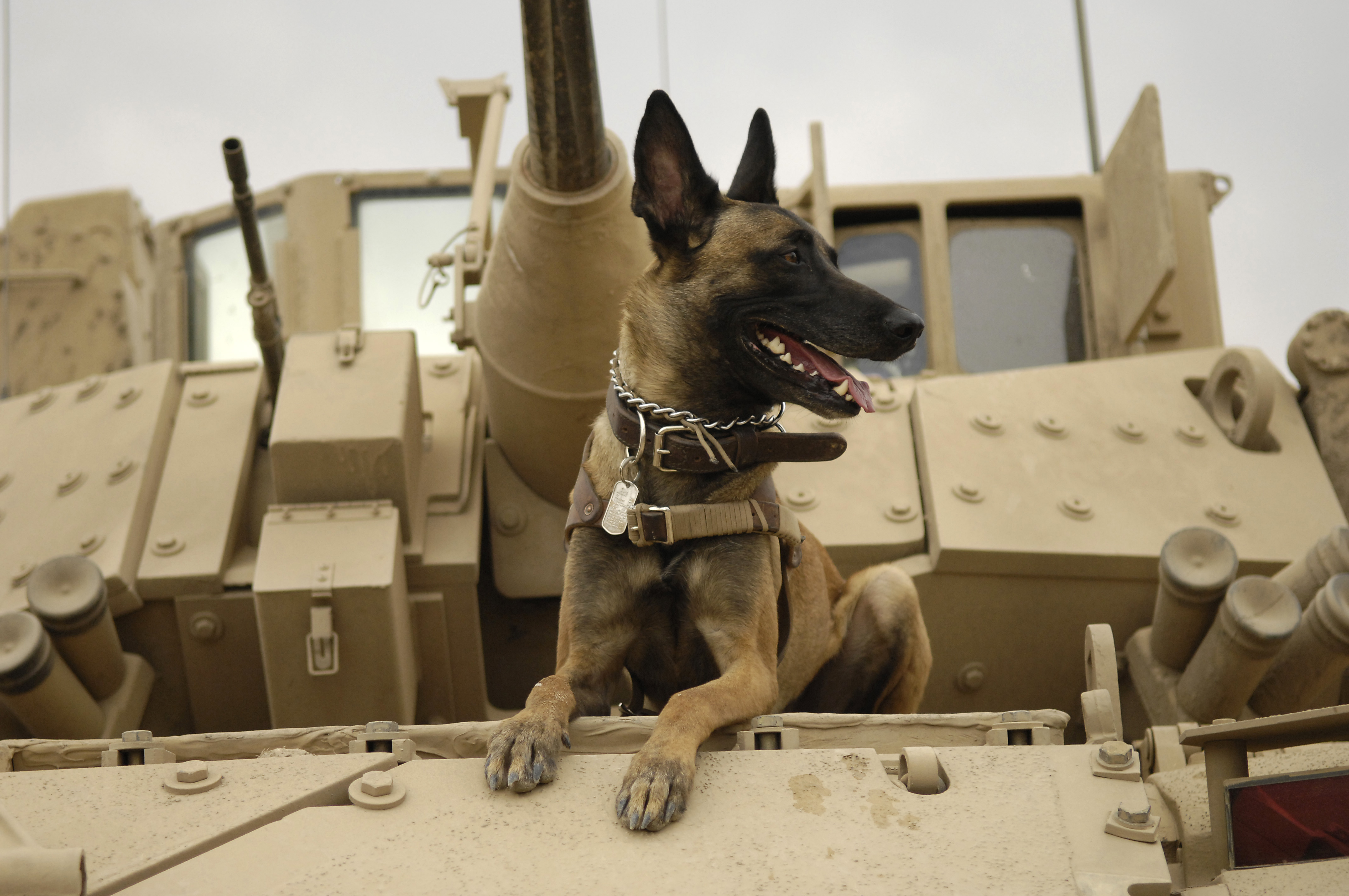
Owczarek belgijski Malinois podczas służby w amerykańskiej jednostce wojskowej w Iraku.

Psy ze względu na funkcje jakie pełnią dla człowieka, zostały podzielone na typy, bądź grupy związane z użytkowością. Wykorzystywane są jako:
- psy myśliwskie
  - tropowce (bloodhound)
  - legawce (pudelpointer)
  - płochacze (płochacz niemiecki)
  - posokowce (posokowiec bawarski)
  - gończe (gończy Hamiltona)
  - norowce (jamnik)
  - psy aportujące (curly coated retriever)
- psy ratownicze (nowofundland)
- psy pasterskie (anatolian)
  - psy zaganiające (bouvier des Flandres)
- psy stróżujące (mastif tybetański)
  - psy stróżująco-obronne (doberman)
- psy służbowe wykorzystywane na potrzeby wojska (owczarek belgijski[25], czarny terier rosyjski), policji (owczarek niemiecki), służb celnych (pies chodzki)
- psy zaprzęgowe (husky syberyjski)
- psy wyścigowe (greyhound)
- psy reprezentacyjne i do towarzystwa (pudel miniaturowy)
- psy hodowane w celach konsumpcyjnych (nagi pies meksykański)
- psy wiejskie (hovawart)
- psy hodowane w celach terapeutycznych (labrador retriever)

## Choroby genetyczne psów
Choroby genetyczne przenoszone są z pokolenia na pokolenie na zasadzie różnych schematów. Stwarza to możliwości określenia prawdopodobieństwa ich wystąpienia. Hodowla różnych ras niesie za sobą nie tylko różny wygląd, ale też predyspozycję wystąpienia określonych chorób, jak też stopień ryzyka ich wystąpienia.
Za najbardziej chorowite rasy psów są uznawane: berneński pies pasterski, buldog angielski, golden retriever, bokser i doberman.
Zróżnicowanie występowania chorób jest też związane z rasą:
- labrador i golden retriever często mają alergie pokarmowe oraz mają predyspozycje do otyłości;
- u yorkshire terriera często występuje zapadanie tchawicy i zwichnięcie rzepki;
- jamnik najczęściej cierpi na choroby kręgosłupa, np. wypadający dysk; u rasy tej występuje też choroba Cushinga;
- sznaucer miniaturowy często ma hiperlipidemię, co zwiększa ryzyko zapalenia trzustki;
- brachycefaliki (rasy psów o krótkim pysku), między innymi pekińczyki, shih tzu, mopsy i buldogi narażone są na wystąpienie zespołu górnych dróg oddechowych psów brachycefalicznych, czyli deformacji anatomicznych powodujących trudności oddechowe, z czym związana jest bardzo duża wrażliwość na przegrzanie; rasy te mają też skłonność do alergii pokarmowych i chorób oczu[28].

## Wpływ psa na człowieka
Zespół ekspertów ze szpitala uniwersyteckiego w Kuopio stwierdził, że dzieci wychowywane w domach z psami są zdrowsze.

## Medycyna ludowa
Na niektórych obszarach wiejskich w Polsce notuje się przypadki wytapiania z psów smalcu i wykorzystywania go przez medycynę ludową. Przed zabiciem zwierzę okładane jest kijem. Psi smalec ma być remedium na choroby skóry, choroby płuc czy gruźlicę. Według Doroty Sumińskiej zwyczaj spożywania psiego tłuszczu dotarł do Polski z Azji, a w XIX i na początku XX psi smalec był produkowany przez polskich Cyganów. Według Katarzyny Bychawskiej, psychologa zwierzęcego, przesąd o medycznych właściwościach tego tłuszczu bywa „głęboko zakorzeniony”. Współczesne doniesienia medialne o przypadkach wytapiania psiego smalcu w Polsce pochodzą z okolic Iłży (2007), okolic Częstochowy (2009), Podhala i Woli Radziszowskiej (2014). Obok smalcu, znane są przypadki wykorzystywania dawniej przez medycynę ludową w Polsce psiej śliny, która miałaby leczyć czyraki oraz psich odchodów zmieszanych z wódką, jako leku na żółtaczkę.

## Miejsce chowu psa
Każdy pies, niezależnie, czy jest trzymany w domu, czy na zewnątrz, wymaga dostosowanego do swojej wielkości legowiska. Według Mariana Szymankiewicza najlepszym miejscem dla zwierzęcia (o co najmniej średniej wielkości) jest chów na wolnym powietrzu, który zapewnia mu lepszy rozwój, zwiększoną płodność oraz większą wydajność w pracy i odporność na choroby. Kojec powinien jednak mieć powierzchnię co najmniej 8-16m², niezależnie od wielkości zwierzęcia.

## Rozmnażanie psów
Psy zdobywają dojrzałość płciową w wieku około sześciu miesięcy, jednak zwykle suka w trakcie pierwszej cieczki nie jest na tyle dojrzała, aby na pewno zdrowo donosiła szczenięta. Po pierwszej cieczce, ta powtarza się co około sześć miesięcy, choć zdarzają się osobniki, u których okres płodny występuje tylko raz w roku. Suka jest gotowa do pokrycia po około czternastu dniach od rozpoczęcia krwawienia. Zauważono, że hodowlane samce wykazują większy popęd seksualny od zwierząt niewykorzystywanych w celu rozmnażania.

## Psy na znaczkach pocztowych

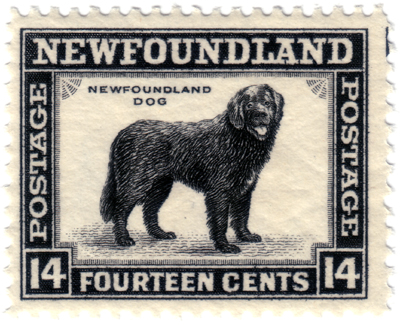
Nowofundlandzki znaczek z 1932 roku przedstawiający nowofundlanda.

Pies w filatelistyce pojawił się obok pierwszego znaczka pocztowego w Anglii w 1840 roku pod postacią, jaka obecnie nosi nazwę całostki pocztowej, czyli tzw. koperty Mulread’ego.
Od tego czasu pies często gościł na znaczku pocztowym jako serie lub pojedyncze egzemplarze, przedstawiające poszczególne rasy lub jako motyw w sztuce. Często jest elementem kasownika okolicznościowego zarówno z okazji wystaw psów rasowych, jak też różnego typu imprez np. wyścigów na Alasce czy uczczenia rocznicy stulecia Kanadyjskiego Zarządu Hodowców Psów.
Pies jest znakiem zodiakalnym w kalendarzu chińskim, co w 1994 i 2006 roku wykorzystały poczty świata.
Pies na znaczku pocztowym corocznie pojawia się w kilkunastu krajach. Kasowników również nie brakuje, prym wiodą Stany Zjednoczone, Niemcy i Francja. Polska emitowała serie z psami w następujących latach: 1963 (w tym znaczek, na którym znajduje się błąd w pisowni) 1969, 1989, 2002 i 2006, z okazji Światowej Wystawy Psów Rasowych organizowanej po raz pierwszy w Polsce, w Poznaniu. Pierwszy polski znaczek z psem ukazał się w 1938 roku z okazji V Ogólnopolskiej Wystawy Filatelistycznej w Warszawie.